# O.W. Fischer
O.W. Fischer född Otto Wilhelm Fischer 1 april 1915 i Klosterneuburg Österrike-Ungern död 29 januari 2004 i Lugano, österrikisk skådespelare, regissör och manusförfattare

## Filmografi (urval)
- 1940 - Min dotter bor i Wien (Meine Tochter lebt in Wien)
- 1950 - Hjärtan i landsflykt (Erzherzog Johanns grosse Liebe)
- 1952 - Cuba Cabana
- 1953 - Så länge du är min (Solange Du da bist)
- 1955 - Fjärrskådaren (Hanussen) (regi och huvudroll)
- 1955 - Napoleon - soldat och kejsare
- 1956 - Mein Vater, der Schauspieler
- 1957 - Drottningens älskare (Herrscher ohne Krone)
- 1958 – Hjältar (Helden)
- 1958 - Miljontjuven (Peter Voss, der Millionendieb)
- 1959 - Flykt på Rhen (Whirlpool)
- 1962 – Axel Munthe - Der Arzt von San Michele
- 1965 - El Marqués
- 1965 - Onkel Toms stuga (Onkel Toms Hütte)
- 1969 - Komm, süßer Tod